# Kierz (województwo wielkopolskie)
Kierz (niem. Staude) – wieś w Polsce położona w województwie wielkopolskim, w powiecie słupeckim, w gminie Ostrowite. Miejscowość jest położona w odległości ok. 200-300 metrów od brzegu północnej odnogi Jeziora Powidzkiego.
W latach 1975–1998 miejscowość administracyjnie należała do województwa konińskiego.
W latach trzydziestych miejscowość liczyła co najmniej sześć gospodarstw w zwartej zabudowie. Obecnie wieś składa się z trzech domów mieszkalnych, odległych od siebie o kilkaset metrów. Na jej terenie znajduje się także osiedle ponad dwudziestu domków letniskowych.